# Wijken en buurten in Heemskerk
De Nederlandse gemeente Heemskerk is voor statistische doeleinden onderverdeeld in wijken en buurten. De gemeente is verdeeld in de volgende statistische wijken:
- Wijk 01 Heemskerk-Dorp (CBS-wijkcode:039601)
- Wijk 02 Commandeurs en Marquette (CBS-wijkcode:039602)
- Wijk 03 Hofland, Oosterwijk en Zuidbroek (CBS-wijkcode:039603)
- Wijk 04 Heemskerkerduin en Noorddorp (CBS-wijkcode:039604)
- Wijk 05 Poelenburg en Oosterzij (CBS-wijkcode:039605)
- Wijk 06 Noordbroek en De Trompet (CBS-wijkcode:039606)
- Wijk 07 Kerkbeek (CBS-wijkcode:039607)
- Wijk 08 Assumburg (CBS-wijkcode:039608)
- Wijk 09 Hoogdorp en Waterakkers (CBS-wijkcode:039609)
- Wijk 10 Broekpolder (CBS-wijkcode:039610)
- Wijk 11 Oostelijk Heemskerk (CBS-wijkcode:039611)

Een statistische wijk kan bestaan uit meerdere buurten. Onderstaande tabel geeft de buurtindeling met kentallen volgens het Centraal Bureau voor de Statistiek (2008):
| CBS-buurtcode | Buurtnaam            | Inwonertal | Opp. totaal (ha) | Opp. land (ha) | Ligging                |
| ------------- | -------------------- | ---------- | ---------------- | -------------- | ---------------------- |
| BU03960100    | Centrum              | 1400       | 26               | 26             | Locatie in de gemeente |
| BU03960101    | Zaalbergkwartier     | 280        | 5                | 5              | Locatie in de gemeente |
| BU03960200    | Commandeurs          | 2750       | 46               | 46             | Locatie in de gemeente |
| BU03960201    | Eikenhof             | 0          | 4                | 4              | Locatie in de gemeente |
| BU03960202    | Landgoed Marquette   | 0          | 75               | 74             | Locatie in de gemeente |
| BU03960300    | Oud Haarlem          | 50         | 87               | 84             | Locatie in de gemeente |
| BU03960301    | Harteheem            | 360        | 11               | 11             | Locatie in de gemeente |
| BU03960302    | Oosterwijk           | 2280       | 26               | 26             | Locatie in de gemeente |
| BU03960303    | Zuidbroek            | 2380       | 36               | 36             | Locatie in de gemeente |
| BU03960400    | De Houtwegen         | 300        | 35               | 35             | Locatie in de gemeente |
| BU03960401    | Industriegebied      | 0          | 43               | 43             | Locatie in de gemeente |
| BU03960402    | Heemskerkerduin      | 890        | 298              | 298            | Locatie in de gemeente |
| BU03960403    | Noorddorp            | 300        | 146              | 146            | Locatie in de gemeente |
| BU03960404    | Westertuinen         | 330        | 10               | 10             | Locatie in de gemeente |
| BU03960408    | Business park IJmond | 0          | 32               | 32             | Locatie in de gemeente |
| BU03960409    | Duingebied           | 30         | 1079             | 1079           | Locatie in de gemeente |
| BU03960500    | Poelenburg           | 1270       | 18               | 16             | Locatie in de gemeente |
| BU03960501    | Oosterzij            | 1920       | 20               | 20             | Locatie in de gemeente |
| BU03960502    | Neksloot             | 1340       | 18               | 17             | Locatie in de gemeente |
| BU03960503    | Steenstrapark        | 230        | 16               | 14             | Locatie in de gemeente |
| BU03960600    | De Maer              | 1110       | 28               | 28             | Locatie in de gemeente |
| BU03960601    | De Die               | 1630       | 37               | 36             | Locatie in de gemeente |
| BU03960602    | Rendorppark          | 170        | 13               | 13             | Locatie in de gemeente |
| BU03960603    | Breedweer            | 3200       | 40               | 35             | Locatie in de gemeente |
| BU03960604    | Tolhek               | 20         | 9                | 9              | Locatie in de gemeente |
| BU03960605    | De Trompet           | 0          | 28               | 28             | Locatie in de gemeente |
| BU03960607    | Noorderveld          | 0          | 127              | 127            | Locatie in de gemeente |
| BU03960700    | Onderwijzersbuurt    | 1510       | 18               | 18             | Locatie in de gemeente |
| BU03960701    | Villabuurt           | 330        | 15               | 15             | Locatie in de gemeente |
| BU03960702    | Beijnesbuurt         | 1240       | 19               | 19             | Locatie in de gemeente |
| BU03960800    | Slotherenbuurt       | 2230       | 33               | 32             | Locatie in de gemeente |
| BU03960801    | Verzetstrijdersbuurt | 1230       | 19               | 19             | Locatie in de gemeente |
| BU03960802    | Beijerlust           | 1290       | 18               | 18             | Locatie in de gemeente |
| BU03960900    | Hoogdorp             | 2100       | 36               | 35             | Locatie in de gemeente |
| BU03960901    | Waterakkers          | 2840       | 56               | 56             | Locatie in de gemeente |
| BU03961000    | Broekpolder          | 3360       | 77               | 77             | Locatie in de gemeente |
| BU03961100    | Landelijk gebied     | 0          | 164              | 152            | Locatie in de gemeente |